# Анна Бранденбурзька (1507—1567)
Анна Бранденбурзька (нім. Anna von Brandenburg; 1 січня 1507 — 19 червня 1567) — бранденбурзька принцеса з династії Гогенцоллернів, донька курфюрста Бранденбургу Йоахіма I Нестора та данської принцеси Єлизавети, дружина герцога Мекленбург-Гюстровського Альбрехта VII.

## Біографія
Народилась 1 січня 1507 року в Берліні другою дитиною та старшою донькою в родині курфюрста Бранденбургу Йоахіма I Нестора та його дружини Єлизавети Данської. Мала старшого брата Йоахіма Гектора. Згодом сімейство поповнилося трьома молодшими дітьми.
Подружнє життя батьків перший час було щасливим, однак після одруження Анни матір через релігійні суперечки втекла до Саксонії і з чоловіком більше не бачилася.
У 17 років принцеса була видана в шлюб з 37-річним герцогом Мекленбург-Гюстрову Альбрехтом VII. Весілля відбулося 17 січня 1524 в Берліні. В обмін на посаг Анни у розмірі 20 000 гульденів, їй були виділені амт і місто Любц й амт Кріфіц. У шлюбі народила десятеро дітей
Альбрехт VII марно противився Реформації у Мекленбурзі. Сама Анна перейшла з лютеранства до католицтва. Її змальовували як нещасну та озлоблену жінку. У неї не склалися відносини зі старшим сином, і всю любов вона дарувала синам молодшим.

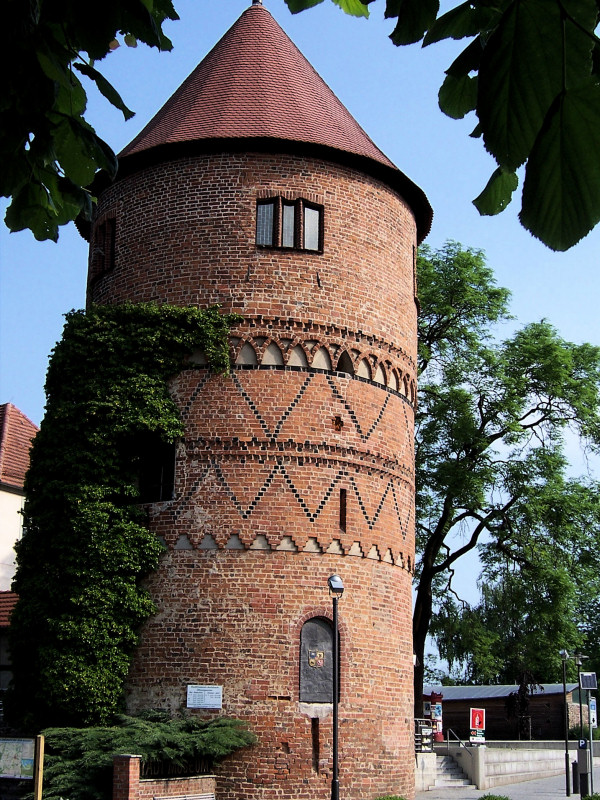
Башня замку Ельденбург

Її чоловік пішов з життя 7 січня 1547 року. Анна після його смерті переїхала до відреставрованого замку Ельденбург у Любці. Землі, що їй належали, залишились єдиним місцем у Мекленбурзі, яке до того часу не приєдналося до Реформації. Втім, у 1559 році герцог Йоганн Альбрехт насильно вигнав з країни усіх католицьких священиків і ченців, незважаючи на релігію матері.
Померла Анна у Любці 19 червня 1567 року, маючи 60 років. У своєму заповіті від 25 березня 1557 року вона висловлювала волю бути похованою за католицьким обрядом у місцевій церкві, де і облаштувала собі усипальню. Всупереч своєму бажанню, була похована у крипті Шверінського собору. Надгробки герцогині є як у Любці, так і у Шверіні.

## Родина

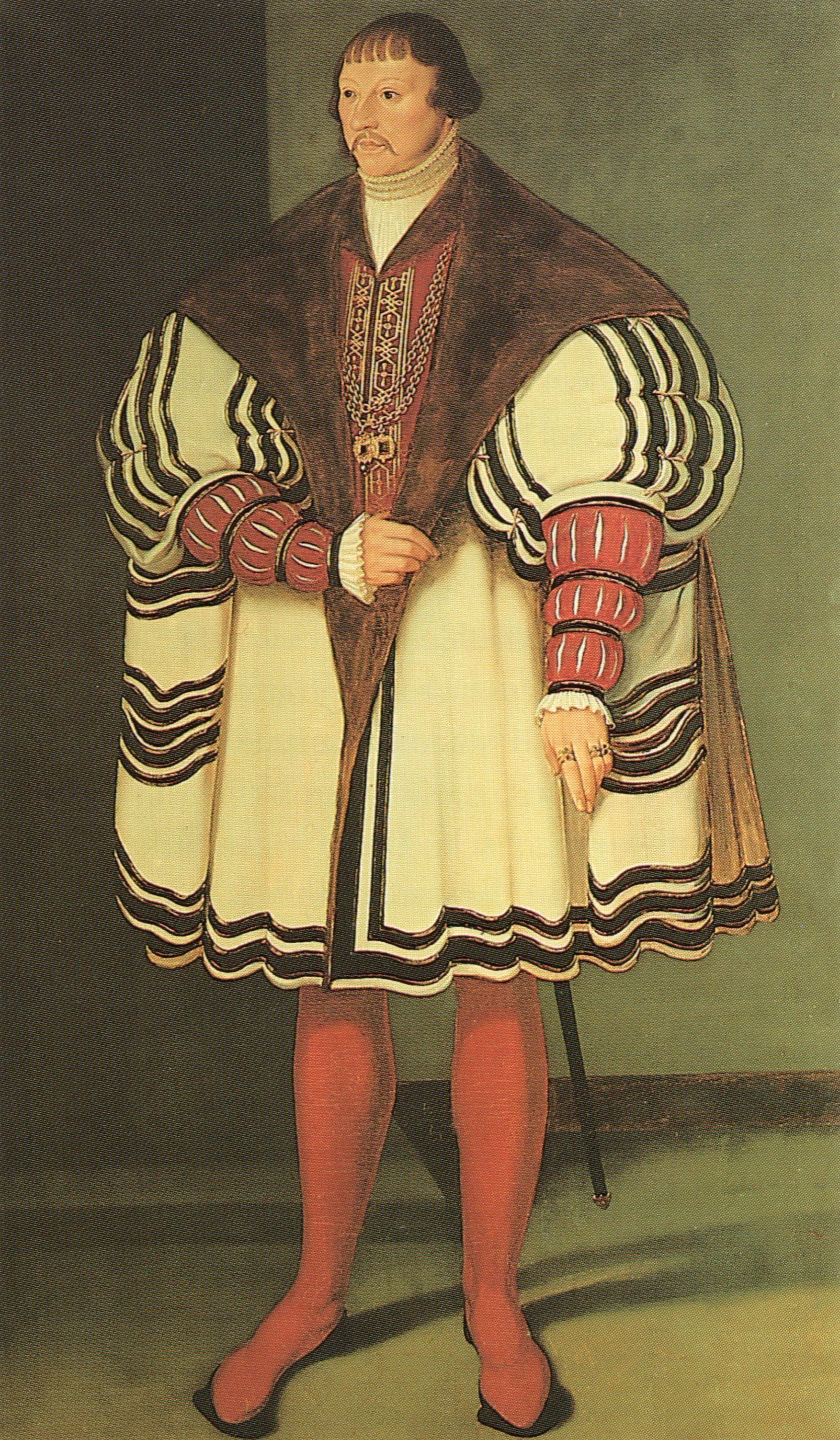
Портрет Альбрехта VII пензля невідомого майстра

Чоловік  — Альбрехт VII
Діти:
- Магнус (нар. та пом. 19 листопада 1524) — помер після народження;
- Йоганн Альбрехт (1525—1576) — герцог Мекленбург-Гюстрову у 1547—1556 роках, герцог Мекленбург-Шверіну у 1556—1576 роках, був одружений із прусською принцесою Анною Софією, мав трьох синів;
- Ульріх (1527—1603) — герцог Мекленбург-Гюстрову у 1555—1603 роках, був двічі одруженим, мав єдину доньку від першого шлюбу;
- Георг (1528—1552) — одруженим не був, дітей не мав;
- Анна (1533—1602) — дружина герцога Курляндії та Семигалії Готтгарда Кеттлера, мала четверо дітей;
- Людвіг (нар. та пом. 1535) — помер немовлям;
- Йоганн (нар. та пом. 1536) — помер немовлям;
- Крістоф (1537—1592) — адміністратор Ратцебурзького єпископства та Міровского комтурства, був двічі одруженим, мав єдину доньку від другого шлюбу;
- Софія (нар. та пом. 1538) — померла немовлям;
- Карл (1540—1610) — герцог Мекленбург-Гюстрову у 1603—1610 роках, одруженим не був, дітей не мав.